# إريكا ستون
إريكا ستون (بالإنجليزية: Erika Stone)‏ هي مصورة أمريكية، ولدت في 1924 في فرانكفورت في ألمانيا.